# ماري كامينغز (مدرسة)
ماري كامينغز (بالإنجليزية: Mary Cummings)‏ هي مُدرسة أمريكية، ولدت في 5 أغسطس 1839، وتوفيت في 23 ديسمبر 1927.